# Џорџ Мартин
Џорџ Мартин (енгл. Sir George Henry Martin; Лондон, 3. јануар 1926 — Лондон, 8. март 2016), познат као „Пети битлс“, продуцирао је скоро све албуме славне музичке групе Битлси.